# Paolo Virzì
Paolo Virzì [ˈpaːolo virˈdzi] (Livorno, 4 de março de 1964) é um ator, roteirista e diretor italiano.
Virzì nasceu em Livorno. Com seu primeiro filme, La Bella Vita, ganhou Grava d'Oro, Nastro d'Argento e David di Donatello de melhor novo diretor.

## Filmografia
- La Bella Vita (1994)
- Ferie d'agosto (1995)
- Ovosodo (1997)
- Baci e Abbraci (1999)
- My Name is Tanino (2002)
- Caterina va in Citta (2003)
- N (Io e Napoleone) (2006)
- Tutta la Vita Davanti (2008)